# Георгиевское (Борисоглебский район)
Георгиевское — село в Борисоглебском районе Ярославской области России. Входит в состав Высоковского сельского поселения.

## География
Расположено близ берега реки Лехта в 16 км на северо-восток от центра поселения села Высоково и в 19 км на запад от райцентра посёлка Борисоглебский. 

## История
Сельская пятиглавая церковь с колокольней во имя вмч. Георгия и св. Тихона построена в 1835 – 37 годах на средства прихожан и в особенности крестьян этого села Семена и Ефима Балдеевых. Ранее в селе существовала деревянная церковь, построенная в 1760 году, которая и была разрушена в 1837 году. В 1877 году здесь была открыта сельская школа.
В конце XIX — начале XX село входило в состав Ивановской волости Ростовского уезда Ярославской губернии. В 1885 году в деревне было 47 дворов.
С 1929 года село входило в состав Давыдовского сельсовета Борисоглебского района, с 2005 года — в составе Высоковского сельского поселения.

## Население
| 1859 | 2007 | 2010 |
| ---- | ---- | ---- |
| 269  | ↘20  | ↘11  |

## Достопримечательности
В селе расположена недействующая Церковь Георгия Победоносца (1837).